# Spider-Man: Miles Morales
Marvel's Spider-Man: Miles Morales és un videojoc d'acció i aventures desenvolupat per Insomniac Games i publicat per Sony Interactive Entertainment per a PlayStation 4 i PlayStation 5. Està basat en el superheroi de Marvel Comics Miles Morales. És el segon joc de la sèrie Marvel's Spider-Man, després de Marvel's Spider-Man (2018). Va ser anunciat en l'esdeveniment de revelació de PlayStation 5 al juny de 2020, mentre que la versió de PlayStation 4 va ser anunciada el 16 de setembre del mateix any. El seu llançament es va produir al novembre de 2020. Una versió per a Microsoft Windows es va llançar el 18 de Novembre de 2022.

## Sinopsi
La narració continua des de Marvel's Spider-Man i el seu contingut descarregable The City That Never Sleeps ("La Ciutat Que Mai Dorm"), durant el qual Miles Morales és mossegat per una aranya genèticament millorada i obté poders similars als d'en Peter Parker. Un any després del primer joc i el seu DLC, Miles s'ha integrat completament al vestit negre i vermell com un experimentat Spider-Man mentre defensa Nova York d'una guerra de colles entre una corporació energètica i un exèrcit criminal d'alta tecnologia. La nova llar de Miles a Harlem és al cor de la batalla. Parker diu a Miles que ha de ser com el seu difunt pare i caminar pel camí per convertir-se en un heroi per a la ciutat de Nova York.

## Desenvolupament
El vicepresident de Sony, Simon Rutter, va dir a The Telegraph que el joc era “una expansió i una millora del joc anterior”. No obstant, Insomniac després va definir el projecte com un joc independent, afirmant que era “la propera aventura a l'univers de Spider-Man de Marvel”. És més petit en mida i abast que Spider-Man, i ha estat comparat amb Uncharted: The Lost Legacy, un joc que era més petit en mida i abast que un títol principal d'Uncharted. El joc compta amb "una nova història, amb nous escenaris, nous dolents i missions úniques", i aprofita el controlador DualSense de PlayStation 5, Tempest Engine i el maquinari de traçat de raigs dedicat per admetre la retroalimentació hàptica, efectes 3D de traçat de raigs en temps real i àudio espacial, que milloren lexperiència dimmersió del jugador.

## Recepció

### Crítiques
Marvel's Spider-Man: Miles Morales va rebre "crítiques generalment favorables", segons l'agregador de ressenyes Metacritic.
Jonathon Dornbush d'IGN va gaudir de les noves millores de PS5 del joc i del contingut secundari més atractiu. Chris Carter de Destructoid va elogiar la història del joc i les noves habilitats de Miles. Andrew Reiner de Game Informer va apreciar les millores al combat ia l'àrea de Harlem.

### Vendes
El 18 de juliol de 2021, el joc havia venut més de 6,5 milions de còpies. Miles Morales va ser el dotzè joc més venut del 2020 i el sisè joc més venut del 2021.